# Фріц Петерсен
Фріц Петерсен (нім. Fritz Petersen; 29 листопада 1909 — 1 вересня 1946) — німецький військовик, обер-вахмістр вермахту. Кавалер Лицарського хреста Залізного хреста з дубовим листям.

## Біографія
В 1939 році вступив у зенітну артилерію. Учасник німецько-радянської війни, командир гармати 6-ї батареї 4-го зенітного полку. До початку 1944 року знищив 50 танків і збив 41 літак.

## Звання
- Єфрейтор (1939)
- Вахмістр (1943)
- Обервахмістр (1944)

## Нагороди
- Залізний хрест 2-го і 1-го класу
- Нагрудний знак люфтваффе «За ближній бій»
- Нагрудний знак зенітної артилерії люфтваффе
- Медаль «За зимову кампанію на Сході 1941/42» (1942)
- Нагрудний знак «За поранення» в сріблі
- Лицарський хрест Залізного хреста з дубовим листям
  - лицарський хрест (16 листопада 1942)
  - дубове листя (№438; 26 березня 1944)